# Cupel (Beskid Śląski)
Cupel (591 m n.p.m.) lub Czupel – szczyt w Paśmie Stożka i Czantorii w Beskidzie Śląskim.
Znajduje się w bocznym, północnym grzbiecie Soszowa Wielkiego. Jego zachodnie stoki opadają do potoku Jawornik, wschodnie do jego dopływu, północne w widły tych potoków. Ma ostry wierzchołek i od grzbietu oddzielony jest płytka przełączką. Jest w większości bezleśny; na jego stokach znajdują się pola i zabudowania osiedla Jawornik należącego do miasta Wisła w województwie śląskim, powiecie cieszyńskim
Grzbietem Cupla prowadzi łącznikowy szlak turystyczny na główny grzbiet Pasma Stożka Czantorii, gdzie łączy się z innymi szlakami.
 Wisła, Jawornik – Cupel, Soszów Wielki – Schronisko turystyczne na Soszowie Wielkim. Odległość 2,8 km, suma podejść 330 m, czas przejścia 1:15 godz., z powrotem 40 min.